# 二塘镇 (平乐县)
二塘镇，是中华人民共和国广西壮族自治区桂林市平乐县下辖的一个乡镇级行政单位。

## 行政区划
二塘镇下辖以下地区：
二塘街社区、里渡村、二塘村、茶林村、沙冲村、乐塘村、谢家村、高桥村、和平村、大水村、矮山村、甄山村、大展村、新华村、周塘村、燕塘村、九龙村、马家村和牛角村。